# James Walker (lekkoatleta)
James Walker (ur. 18 sierpnia 1954) – lekkoatleta reprezentujący Guam, maratończyk. Olimpijczyk z Seulu.
Startował w maratonie mężczyzn na igrzyskach w 1988 – zajął 90 miejsce, z czasem 2:56:32. 

## Rekordy życiowe
- maraton - 2:52:08 (1987)